# Abdol Madschid Mirza

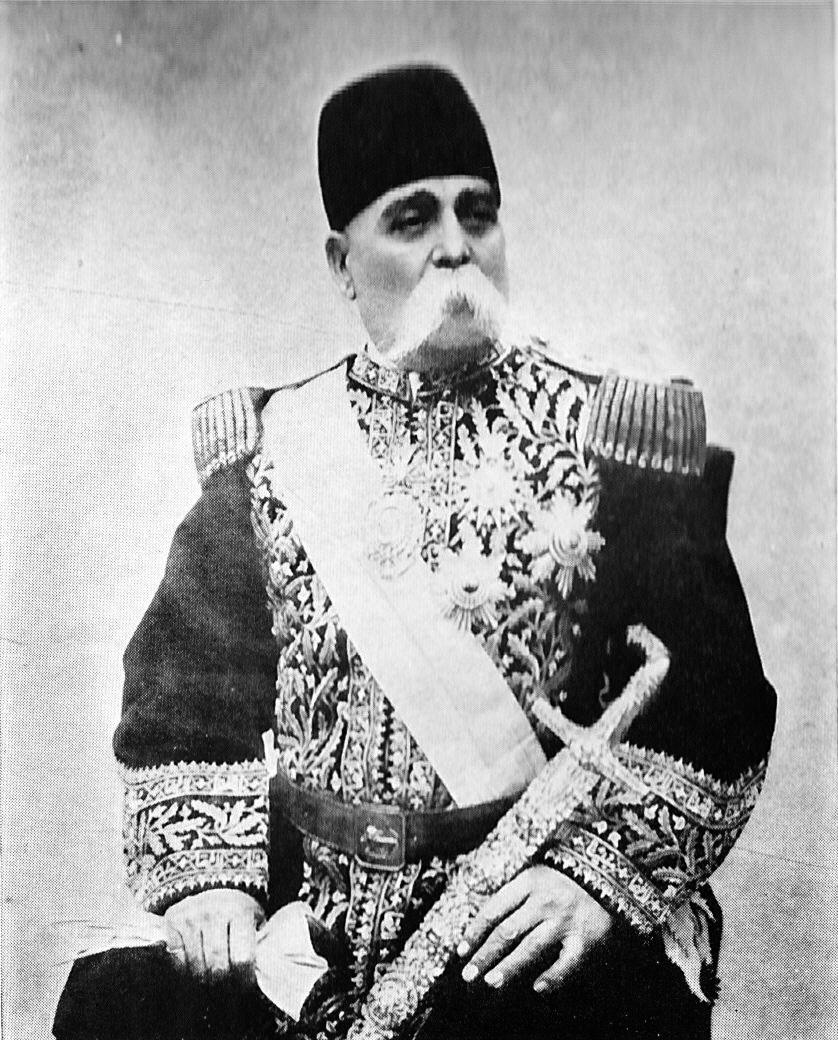
Soltan Abdol Madschid Mirza Eyn-al-Dowleh, 1904

Soltan Abdol Madschid Mirza Eyn-al-Dowleh (* 1845; † 1927) war ein Kadscharenprinz. Er war der älteste Sohn von Prinz Soltan Ahmad Mirza Azad-al-Dowleh und Urenkel von Fath Ali Schah. Eyn-al-Dowleh war mehrfach Premierminister des Iran. Abdol Madschid Mirza war mit der Tochter von Mozaffar ad-Din Schah, der Prinzessin Fakhr-os-Saltaneh verheiratet.

## Politische Laufbahn
Eyn-al-Dowleh war in den 1890ern Gouverneur der Provinzen Chuzestan und Luristan.
Er wurde 1903 unter der Regentschaft von Mozaffar ad-Din Schah Premierminister. Um Importzölle zur Rückzahlung eines Darlehens einzutreiben, das Mozaffar-ad-Din von der russischen Staatsbank erhalten hatte, ging er mit sprichwörtlicher Grausamkeit gegen die Kaufleute des Basars vor. Ihre Demonstrationen gegen die rücksichtslose Politik Eyn-al-Dowlehs lösten ein politisches Erdbeben aus. Forderungen nach einem „Haus der Gerechtigkeit“, einer Verfassung und einer parlamentarischen Vertretung wurden laut. Im Juli 1906 musste Eyn-al-Dowleh zurücktreten und am 5. August 1906 unterzeichnete Mozaffar ad-Din Schah ein Dekret zur Einführung eines parlamentarischen Systems im Iran. Das Ende der absolutistischen Monarchie im Iran war gekommen, die Konstitutionelle Revolution hatte begonnen.
Im Juni 1908 hatte Mohammed Ali Schah das Parlament aufgelöst und die Verfassung außer Kraft gesetzt. Mit einem Angriff auf Täbris unter der Führung von Eyn-al-Dowleh sollten die letzten Verteidiger der konstitutionellen Bewegung gefangen genommen werden. Doch der Kampf um Täbris endete für Mohammad Ali Schah mit einer Niederlage und seiner Flucht ins russische Exil. Auch die politische Karriere Eyn-al-Dowlehs war mit der Flucht Mohammad Ali Schahs zunächst beendet.
Eyn-al-Dowleh galt als Konservativer, der jeglichen europäischen Einfluss ablehnte. Er stand jedoch im Ruf, eher mit den Briten zusammenzuarbeiten, um russischen Einfluss in Persien zurückzudrängen.
Erst im Verlaufe des Ersten Weltkriegs sollte er während der Britisch-Russischen Besetzung des Iran vom Juli bis August 1915 und später vom Juni 1917 bis Mai 1918 erneut Premierminister werden. Iran war es dann auch, das als einer der ersten Staaten der Welt am 14. Dezember 1917 die neue sowjetische Regierung anerkannte. Eyn-al-Dowleh nutzte die Gunst der Stunde und erklärte alle mit der zaristischen Regierung geschlossenen Verträge für nichtig und bot der neuen sowjetischen Regierung Verhandlungen über die Neugestaltung der beiderseitigen Beziehungen an.
Im Jahr 1920 wurde er Gouverneur der Provinz Persisch-Aserbaidschan. Als eine seiner Amtshandlung wies er russische Truppen in seiner Provinz an, mit den Rebellen um Simko Schikak zu verhandeln.